# Ausländeruniversität Siena
Die Ausländeruniversität Siena (italienisch Università per Stranieri di Siena) ist eine staatliche Universität für in Italien studierende Ausländer und hatte ihren Sitz in der Altstadt von Siena. Seit dem Jahr 2008 befinden sich die Universität in einem neuen Gebäude am Hauptbahnhof von Siena. Sie ist als ehemaliger Teil der Universität Siena gegründet worden und ist heute neben der Ausländeruniversität Perugia nur eine von zwei ihrer Art in Italien.
Die Universität besteht nur aus einer Fakultät für Italienische Sprache und Literatur sowie der Abteilung Geisteswissenschaften. Rektor der Universität ist seit 2015 Petro Cataldi.